# Petr II. Lucemburský
Petr II. Lucemburský (1440 – 25. říjen 1482) byl hrabětem ze Saint-Pol, Brienne, Marle a Soissons.
V roce 1478 se Petr stal rytířem řádu zlatého rouna.
Byl druhým nejstarším synem Ludvíka Lucemburského ze Saint-Pol a Johany z Baru. Někdy po 29. lednu 1464 se oženil s Markétou Savojskou. Měli pět potomků, z nichž se dospělosti dožily pouze dvě dcery:
- Marie Lucemburská (1472 – 1. dubna 1547),
⚭ 1484 Jakub Savojský (12. listopadu 1450 – 30. ledna 1486), hrabě z Romontu
⚭ 1487 František Bourbonský (1470–1495), hrabě z Vendôme
- Františka Lucemburská (?–1523), ⚭ 1485 Filip Klevský (1459 – 28. ledna 1528), Pán z Ravensteinu